# Само љубав постоји
Само љубав постоји је други студијски албум соло каријере Младена Војичића Тифе. Албум је снимљен у током априла и марта 1990. године, а идат је исте године за сарајевску издавачку кућу Дискотон на грамофонској плочи и аудио-касети. Текстове песама су писали Тифа и Златан "Ћеха" Ћехић.

## Списак песама
| №   | Назив                                       | Трајање |  |
| 1.  | Нек се добре виле за мене чувају            |         |  |
| 2.  | Нисам више онај стари                       |         |  |
| 3.  | Усне твоје више нису моје                   |         |  |
| 4.  | Ова ноћ је за нас створена                  |         |  |
| 5.  | Ако одеш ти                                 |         |  |
| 6.  | Свеједно је                                 |         |  |
| 7.  | Ти и ја                                     |         |  |
| 8.  | Добар дан другови моји (Само љубав постоји) |         |  |
| 9.  | Уморан од туђих песама                      |         |  |
| 10. | Успаванка Но 3.                             |         |  |